# German-American Heritage Foundation of the USA

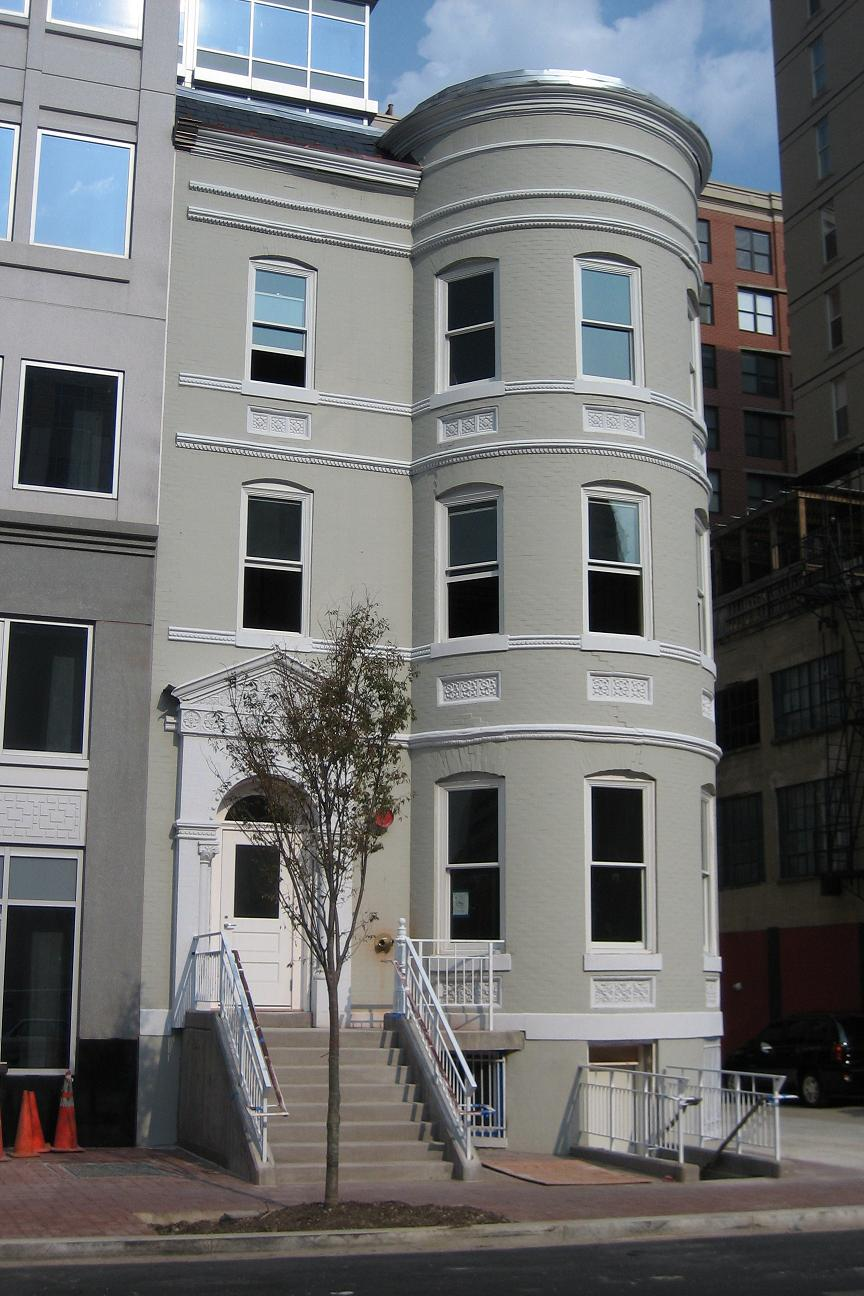
Hockemeyer Hall - Hauptsitz in Washington

Die German-American Heritage Foundation of the USA widmet sich der Geschichte und der Kultur von Amerikanern deutscher Abstammung in den Vereinigten Staaten von Amerika. Sie hat ihren Sitz in Washington. Im Jahre 2006 ging sie aus dem United German-American Committee (dem Vereinigten Deutsch-Amerikanischen Komitee) hervor, das 1977 gegründet wurde.
Ziel der 1977 von Hans R. Haug gegründeten Organisation ist es, die Geschichte der deutschsprachigen Gemeinden in den USA und die kulturelle Tradition der Auswanderer ins nationale Interesse zu rücken. Das „German-American Heritage Center“ will alle Amerikaner deutscher Abstammung – nach Angaben der Organisation selbst 60 Millionen Personen – dazu anregen, ihre europäischen Wurzeln aufzuspüren. Das Zentrum will die gesamte Vielfalt deutsch-amerikanischer Geschichte und deren Errungenschaften, Kunst und Kultur dokumentieren und soll ein Forum für offene Diskussionen sein.
Nach eigenen Angaben hat die Organisation weltweit 18.000 Mitglieder, die sich fast allesamt aus den USA rekrutieren.

## Ziele
- Stärkung des Bewusstseins der deutschen Wurzeln.
- Unterstützung der Bemühungen zur Zusammenarbeit von Deutsch-Amerikanern und ihren Organisationen.
- Aktive Förderung der deutschen Sprache und der deutschen Kultur.
- Förderung der Beziehungen zwischen den Vereinigten Staaten und Deutschland.